# 六號鎮區 (北卡羅萊納州克雷文縣)
六號鎮區（英語：Township 6）是位於美國北卡羅萊納州克雷文縣的一個鎮區。

## 地方資料
六號鎮區的面積為386.70平方千米，皆為陸地。根據2020年美國人口普查的數據，當地共有人口21559人，而人口密度為每平方千米55.75人。